# Jan Dijkgraaf
Jan Dijkgraaf (Rotterdam, 9 augustus 1962) is een Nederlands columnist, journalist en schrijver.

## Levensloop
Dijkgraaf begon zijn journalistieke carrière in 1982 als verslaggever/redactiechef van het Rotterdams Nieuwsblad en de Haagsche Courant. Vanaf 1992 was hij in diverse functies werkzaam bij het weekblad Panorama. Daarna was hij onder meer hoofdredacteur van het gratis dagblad Metro (2002-2006) en het vakblad Management Team (2006-2008) en tv-recensent bij de gratis krant Sp!ts. Op 5 januari 2009 werd Dijkgraaf hoofdredacteur van opinieweekblad HP/De Tijd.
Op 1 augustus 2010 ging Dijkgraaf als hoofdredacteur en radiopresentator aan de slag bij de nieuwe publieke omroep PowNed. Binnen twee maanden legde hij de functie van hoofdredacteur weer neer. Het radioprogramma Echte Jannen bleef hij tot september 2011 als freelancer presenteren.
Op 3 december 2016 werd bekend dat Dijkgraaf lijsttrekker was geworden van de toentertijd nieuwe politieke partij GeenPeil en mee zou doen aan de Tweede Kamerverkiezingen van 2017. Hierbij won GeenPeil geen zetels.
Dijkgraaf was in 2020 columnist voor het radioprogramma van Veronica Inside.
Nadat in de Op1-uitzending van 6 januari 2023 Israël door presentatrice Natasja Gibbs een 'apartheidsregime' was genoemd, werd op initiatief van Dijkgraaf een klacht ingediend bij de ombudsman van de Stichting Nederlandse Publieke Omroep (NPO) omdat de uitspraak in strijd zou zijn met de journalistieke code van de NPO.

### Osjato
In 2020 richtte Dijkgraaf samen met Erica Renkema uitgeverij Osjato op waar zij boeken in eigen beheer uitbrengen. In 2020 schreef Dijkgraaf zijn eerste biografie voor Osjato over Martien Meiland, deze bracht hij in oktober 2020 uit onder de naam Martien – van burgemeesterszoontje tot kasteelheer. Op 4 november 2020 kwam het boek binnen op de eerste plaats in De Bestseller 60 van bestverkochte boeken in Nederland. Na 2,5 maand waren er al ruim 140.000 exemplaren van het boek verkocht.
Een jaar later bracht Dijkgraaf in oktober 2021 de biografie over Meilands vrouw Erica Renkema uit onder de naam Erica – de motor achter de Meilandjes. Op 10 november 2021 kwam ook dit boek binnen op de eerste plaats in De Bestseller 60.
In maart 2023 bracht hij zijn derde boek uit bij Osjato; een biografie over Maxime Meiland onder de titel Maxime – misbruikt, ontspoord en nu... gelukkig!. Op 5 april 2023 kwam het boek binnen op de vierde plaats in De Bestseller 60 van bestverkochte boeken in Nederland. De man, die volgens het boek van Meiland haar in 2010 verkracht heeft, spande in december 2023 een kort geding aan tegen Meiland, de uitgever Osjato en Dijkgraaf wegens smaad en laster; de vermeende verkrachter gaf aan dat het destijds om vrijwillige seks ging en eiste daarom dat het boek uit de handel moest, het stuk gerectificeerd moest worden en een schadevergoeding van 90.000 euro. Als tegenreactie hierop deed Meiland in januari 2024 alsnog aangifte van verkrachting. De smaadzaak, die oorspronkelijk op 19 januari 2024 plaats zou vinden, werd op 16 februari 2024 behandeld. Op 1 maart 2024 kwam de rechter met de uitspraak; Meiland won de zaak en werd op alle vlakken in het gelijk gesteld. Als reactie hierop startte de vermeende verkrachter diezelfde dag nog een bodemprocedure.

## Bestseller 60
| Boeken met noteringen in de Nederlandse Bestseller 60 | Jaar van verschijnen | Datum van binnenkomst | Hoogste positie | Aantal weken | Opmerkingen                                                        |
| ----------------------------------------------------- | -------------------- | --------------------- | --------------- | ------------ | ------------------------------------------------------------------ |
| Martien – van burgemeesterszoontje tot kasteelheer    | 2020                 | 04-11-2020            | 1(1wk)          | 19           | biografie over Martien Meiland                                     |
| Erica – de motor van de Meilandjes                    | 2021                 | 03-11-2021            | 1(1wk)          | 10           | biografie over Erica Renkema                                       |
| Maxime – misbruikt ontspoord en nu... gelukkig!       | 2023                 | 05-04-2023            | 4               | 20           | biografie over Maxime Meiland                                      |
| De Familie – achter de schermen bij de Meilandjes     | 2024                 | 03-07-2024            | 41              | 1            | biografie over de familie Meiland / in samenwerking met Timon Moll |

- Gemeinsame Normdatei: 141941367
- International Standard Name Identifier: 0000 0000 9589 0069
- Nederlandse Thesaurus van Auteursnamen: 322580811
- Virtual International Authority File: 141482985
- WorldCat: E39PBJvmH4Ymjt3DvBHg6TB773